# Befrielsesdage i København
|  | Denne artikel er oprettet af botten Steenthbot ud fra en ekstern database. Den kan derfor have sproglige fejl eller mangler. Denne skabelon kan fjernes efter kontrol af indholdet. |

Befrielsesdage i København er en dansk dokumentarisk optagelse fra 1945.

## Handling
Billeder af frihedskæmpere, der leder konvoj af biler fyldt med tyske soldater i Københavns gader. Røde Kors personale. Hovedbanegården. Engelske flyvemaskiner over København. Optog med frihedskæmpere og politifolk fra A-7. Mennesker på Kongens Nytorv. Allierede flyvemaskiner i luften.